# Gnamptogenys curtula
Gnamptogenys curtula é uma espécie de formiga do gênero Gnamptogenys.